# Piergiorgio Odifreddi
Piergiorgio Odifreddi (Cuneo, Piemonte, 13 de julho de 1950) é um matemático, lógico e historiador da ciência italiano. 
Odifreddi estudou em Turin e lecionou na Itália e nos Estados Unidos, trabalhan do com a teoria da computabilidade.
Posicionou-se criticamente com Antonino Zichichi. Odifreddi é palestrante e muitas vezes comparado a Richard Dawkins por causa de suas ideias. Seu livro Il Vangelo secondo la scienza (em português "O Evangelho visto cientificamente") é um best-seller.

## Obras
- Classical recursion Theory, North Holland – Elsevier, 1988, ISBN 9780080886596; 2nd edn. 1992, ISBN 0-444-89483-7[2]
- Classical recursion Theory. Volume II, North Holland – Elsevier, 1999